# Irina Lazareanu

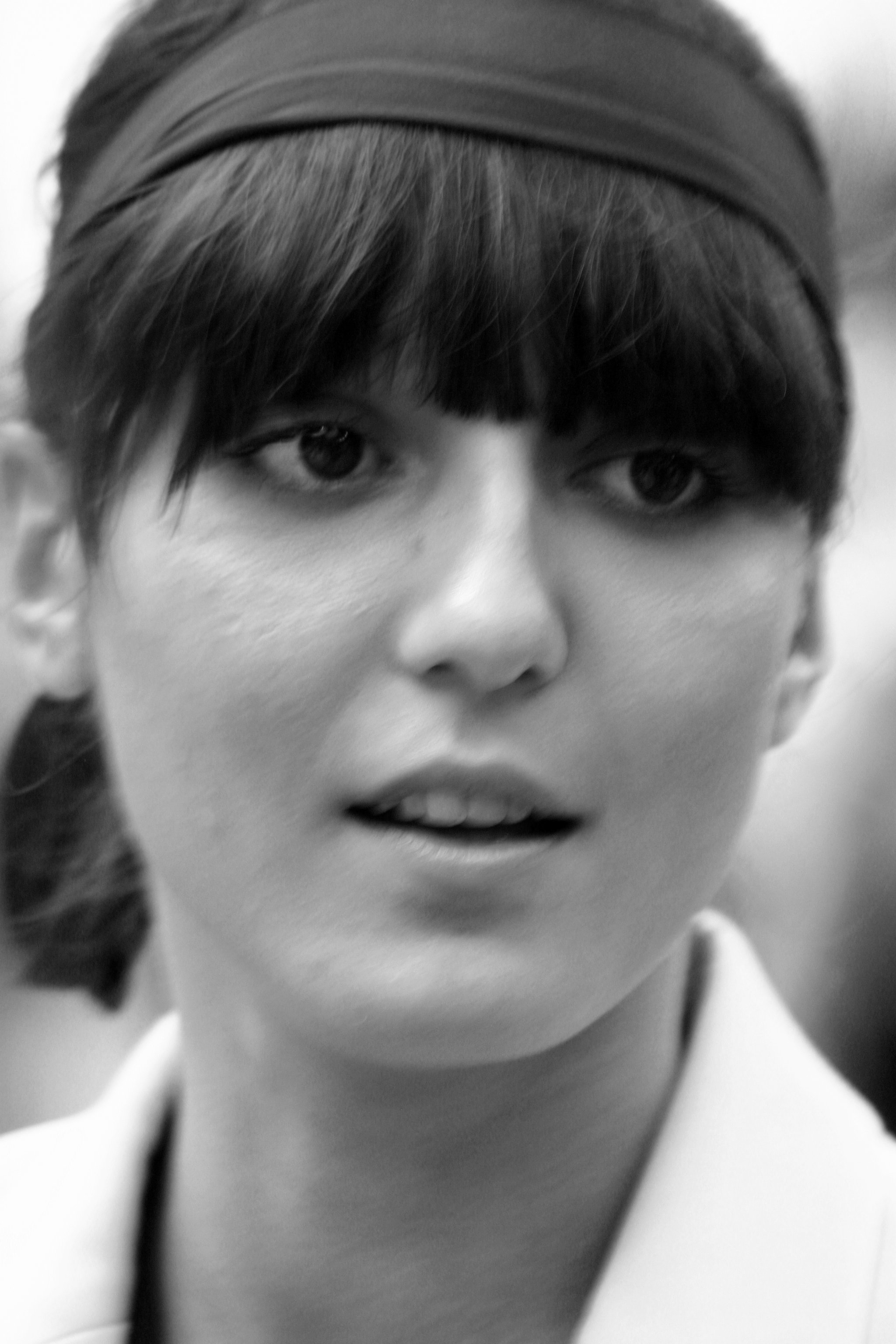
Irina Lazareanu

Irina Lăzăreanu (* 8. Juni 1982 in Rumänien) ist eine kanadische Musikerin und Fotomodell.

## Leben
Mit vier Jahren kam Lazareanu mit ihren Eltern in ein Flüchtlingslager in Salzburg. Sie wuchs in Montreal auf. Als Dreizehnjährige erhielt sie ein Stipendium an der Ballettschule der Royal Academy in London. Ihre Tanzkarriere wurde durch eine Knieverletzung beendet.
Sie war kurzzeitig Schlagzeugerin der Band Babyshambles und mit dem Sänger Pete Doherty liiert. Mit 15 Jahren lernte sie den 18-jährigen Doherty kennen. Später war sie mit ihm und seiner späteren Freundin, dem britischen Model Kate Moss, auf Tour. Moss war es schließlich auch, die sie in die Modelbranche einführte. Bereits wenig später war sie auf Covern einiger namhafter Modemagazine, wie der Vogue zu sehen. Als Gastredakteurin der französischen Vogue wählte Moss Lazareanu für die Dezember/Januar-Ausgabe von Vogue Paris aus. Steven Meisel fotografierte Lazareanu für das Cover der italienischen Vogue. Seitdem gilt Lazareanu als begehrtes Fotomodell, das neben diversen Fotoshootings auch als Laufstegmodel auf Modeschauen arbeitet. Nachdem Lazareanu in einer Saison auf 76 Laufstegen zu sehen gewesen war, nannte man sie „the fashion tornado“. Sie arbeitet für viele Top-Designer, u. a. Chanel, Balenciaga (wo sie zur Muse von Nicolas Ghesquière wurde), Alexander McQueen, Anna Sui, Lanvin, Versace, Michael Kors, Marc Jacobs, Missoni, Pucci, Burberry, Fendi.
Karl Lagerfeld wählte Lazareanu 2006 als neues Gesicht der Marke Chanel. Lagerfeld beschrieb Lazareanu als „eine Mischung aus Coco Chanel und Anna de Noailles“.
Unter Vertrag steht sie bei den Agenturen Marilyn (New York und Paris), Why Not Models (Mailand), Storm Models (London) und Giovanni (Montreal).
Im März 2007 wurde Lazareanu von Moss als das Model für ihre neue TopShop-Linie gewählt.
Abseits ihrer Modelkarriere ist sie auch als Songwriterin bekannt. Zusammen mit Sean Lennon nahm sie ihr Debütalbum auf, das voraussichtlich Some Place Along the Way heißen wird. Lagerfeld ließ sie und Lennon ihre Musik bei seiner Chanel-Schau im Dezember 2007 präsentieren.
Neben Doherty war Lazareanu auch mit Jamie Hince von The Kills liiert.